# آثار إندونيسيا

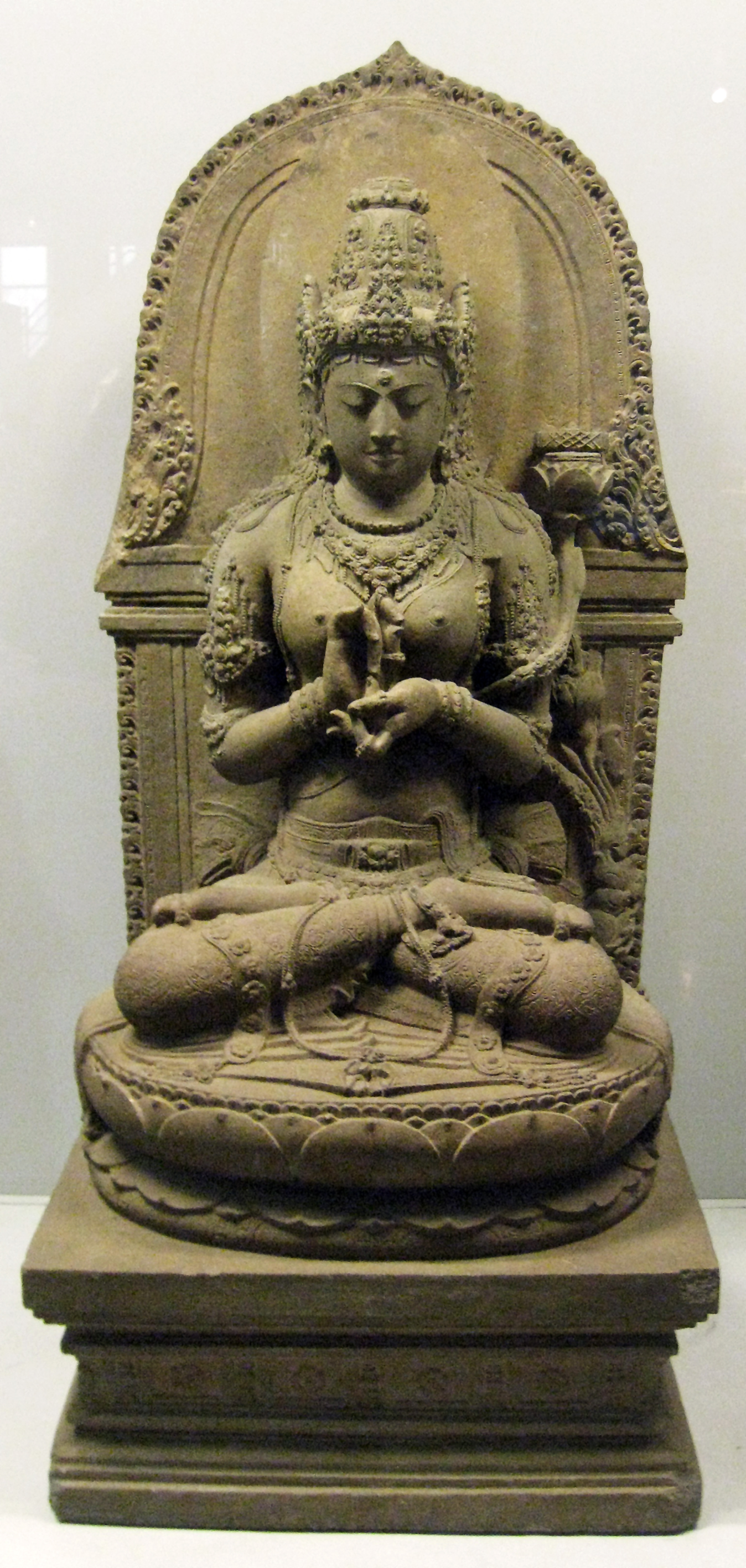
أصبحت براجناماراميتا من جاوة أشهر أيقونة في الفن الإندونيسي القديم ، باعتبارها واحدة من الصور النادرة التي تجمع بنجاح بين الجمال الخارجي والروحانية
.

آثار إندونيسيا هي دراسة لعلم الآثار في الأرخبيل الذي يشكل اليوم دولة إندونيسيا، ويمتد من عصور ما قبل التاريخ إلى ما يقرب من ألفي سنة من التاريخ الموثق. كان الأرخبيل الإندونيسي القديم جسرًا جغرافيًا بحريًا بين المراكز السياسية والثقافية في الهند القديمة والصين الإمبراطورية، وهو بارز كجزء من طريق الحرير البحري القديم.
تشكلت أول مؤسسة حكومية لعلم الآثار رسميًا في عام 1913 مع إنشاء أودهيدكونديغ دينست في الهند الهولندية (الخدمة الأثرية في جزر الهند الشرقية الهولندية) تحت إشراف البروفيسور دكتور ن. ج. كروم. اليوم المؤسسة الوطنية للآثار في إندونيسيا هي المركز الوطني للآثار.

## التاريخ

### الفترة المبكرة
خلال الفترة المبكرة من الاكتشافات الأثرية في إندونيسيا من القرن السادس عشر إلى القرن الثامن عشر، تركت التماثيل القديمة والمعابد والآثار وغيرها من المواقع الأثرية والتحف الأثرية سليمة، دون أي تدخل من قبل السكان المحليين. كان السبب الرئيسي في ذلك هو المحرمات المحلية والمعتقدات الخرافية التي تربط التماثيل والآثار القديمة بالأرواح التي قد تسبب سوء الحظ. على سبيل المثال يذكر اثنان من سجلات الجاوية القديمة (باباد) من القرن الثامن عشر حالات الحظ السيئ المرتبطة بـ «جبل التماثيل»، والتي كانت في الواقع أطلال نصب بوروبودور البوذي. وفقا لباباد تاناه جاوي كان النصب التذكاري عاملا مميتا لماس دانا المتمرد الذي ثار على باكوبوونو الأول ملك ماتارام في عام 1709. تم تسجيل أن تل «ريدي بوروبودور» كان محاصرًا وهزم المتمردون وحكم عليهم بالإعدام من قبل الملك. في باباد ماتارام (أو تاريخ مملكة ماتارام) ارتبط النصب مع مصيبة الأمير مونكوناجورو ولي عهد سلطنة يوجياكارتا في عام 1757. على الرغم من المحرمات التي تحول دون زيارة النصب التذكاري، «فقد أخذ ما هو مكتوب باعتباره الفارس الذي تم القبض عليه في قفص (تمثال بوذا في واحدة من ستوبا المثقبة)». عند عودته إلى قصره مرض ومات بعد ذلك بيوم.
مثال آخر: مجمع معبد برامبانان وسيوو متصل بأسطورة الجاوية رورو جونغرانغ وفولكلور عجيب عن العديد من الشياطين التي بنيت ما يقرب من ألف من المعابد، والأمير الذي لعن أميرة جميلة ولكن مكرها تسبب لها في أن تصبح تمثال الحجر. قام العديد من القرويين الجاويين بجمع التحف الأثرية، بما في ذلك التماثيل الهندوسية البوذية. على سبيل المثال. في المناطق التي نجا فيها الإيمان الهندوسي وخاصة بالي، لا تزال المواقع الأثرية مثل محمية كهف غوا غاجاه ومعابد جونونغ كاوي تخدم أغراضها الدينية الأصلية كأماكن عبادة مقدسة.

### فترة الهند الشرقية الهولندية
تعود جذور الدراسة الأثرية الرسمية في إندونيسيا إلى باتافيا في القرن الثامن عشر، عندما أنشأت مجموعة من المفكرين الهولنديين مؤسسة علمية تحت اسم الجمعية الملكية للفنون والعلوم في 24 أبريل 1778. [تهدف هذه الهيئة الخاصة إلى تشجيع البحث في مجال الفنون والعلوم، وخاصة في التاريخ والآثار والإثنوغرافيا والفيزياء ونشر النتائج المختلفة.
كان للسير توماس ستامفورد رافلز الحاكم العام لجاوة البريطانية (1811 إلى 1816) مصلحة شخصية في تاريخ وثقافة وعصور جاوة القديمة، وكتب تاريخ جافا الذي نشر في عام 1817. أثناء إدارته ظهرت أنقاض بوروبودور وبرامبانان وترولان القديمة. أثار هذا اهتمامًا أوسع بالآثار الجاوية. تم مسح وتسجيل وفهرسة عدد من أطلال المعابد بشكل منهجي لأول مرة. بحلول القرن التاسع عشر أدى الارتفاع المفاجئ في الاهتمام بالفن الجاوي إلى نهب المواقع الأثرية من قبل «صائدي الهدايا التذكارية» واللصوص. شهدت هذه الفترة قطع رأس بوذا في بوروبودور. من أصل 504 تماثيل بوذا القديمة في بوروبودور، تضرر أكثر من 300 (معظمهم بلا رأس)، و43 مفقودة. تم بيع رؤوس بوروبور بوذا المنهوبة في الغالب في الخارج، وينتهي بهم الأمر في مجموعات خاصة أو حصلت عليها المتاحف الغربية، مثل متحف بروبينوم في أمستردام والمتحف البريطاني في لندن.
في عام 1901 أنشأت الحكومة الاستعمارية لجزر الهند الشرقية الهولندية الكوميسي في نيدرلاندش إندي فور أودهيدكونديجي أونديرزويك فان جافا أون مادويرا برئاسة الدكتور ج. إل. براندز. تم الاعتراف بها رسميًا في 14 يونيو 1913، وكونت ما يعرف بالخدمة الأثرية لجزر الهند الشرقية الهولندية. يرجع الفضل لكروم كرواد الذي أسس الأساس التنظيمي للدراسة الأثرية في جزر الهند الشرقية. كان الهدف من ذلك هو محاولة التأكد من أن كل اكتشاف واكتشاف واستكشاف ودراسة أثريين قد تم تسجيله وتسجيله بشكل صحيح وبما يتوافق مع النهج العلمي لعلم الآثار الحديث. خلال إدارة كروم تم تكوين ونشر عدد من المجلات والكتب والكتالوجات التي سجلت بشكل منهجي الاكتشافات الأثرية في المستعمرة. تم إجراء العديد من أعمال الترميم الأولية على أنقاض معبد جاوة خلال هذه الفترة.

### فترة جمهورية إندونيسيا
بعد الفترة المضطربة من الحرب العالمية الثانية في حرب المحيط الهادئ (1941-1945) والثورة الإندونيسية التي تلت ذلك (1945-1949)، تم تأميم أودهيدكونديغ دينست من قبل الولايات المتحدة الإندونيسية المعترف بها حديثًا، في عام 1950 أنشأت مصلحة للآثار باسم الخدمة الأثرية للولايات المتحدة الإندونيسية. في عام 1951 تم تحسين تنظيم القطاع الإثري كجزء من الخدمة الثقافية التابعة لوزارة التعليم والثقافة، مع مكاتب أثرية مستقلة في ماكاسار وبرامبانان وبالي.
في عام 1953 تخرج اثنان من أوائل علماء الآثار الإندونيسيين الأصليين، أحدهم كان ر. سوكيمونو، الذي خلف لاحقًا بيرنيت كيمبر كرئيس لجمعية دجواتان بورباكالا ريبوبليك إندونيسيا. في وقت لاحق تحولت المؤسسة الأثرية الوطنية إلى معهد الآثار والتراث الوطني.
في عام 1975 تم تقسيم معهد الآثار والتراث الوطني إلى مؤسستين: الأولى ركزت على جهود الحفظ والثانية ركزت على الأبحاث الأثرية.
في عام 1980، تم تغيير المؤسسة إلى المركز القومي للبحوث الأثرية التابع لوزارة التعليم والثقافة. في عام 2000 تم نقل المؤسسة إلى وزارة الثقافة والسياحة. في عام 2005 تم تغيير اسم المؤسسة إلى المركز الوطني للبحث والتطوير في مجال الآثار. في عام 2012 تغيرت مرة أخرى إلى المركز الوطني للآثار مع نقل السلطة مرة أخرى من وزارة السياحة إلى وزارة التعليم والثقافة.
اليوم يوجد لدى العديد من الجامعات الحكومية الإندونيسية برامج لدراسة الآثار، بما في ذلك جامعة جادجا مادا في يوجياكارتا، وجامعة إندونيسيا في جاكرتا، وجامعة أودانا في بالي، وجامعة حسن الدين في ماكاسار، وجامعة هالالو في كينداري وجامبي جامبي في جامبي.